# Tetraclaenodon
Tetraclaenodon — рід дрібних і ранніх парнокопитних ссавців, який входив до родини Phenacodontidae.